# Provincia de Yên Bái
Yen Bai (en vietnamita: Yên Bái) fue una de las provincias que conformaban la organización territorial de la República Socialista de Vietnam. Existió desde 1991 hasta que se fusionó con la provincia de Lào Cai en 2025.

## Geografía
Yen Bai se localiza en la región de la Noroeste. Tiene un área de 6.882 km², que en términos de extensión es equivalente a la mitad de Montenegro.

## Demografía
La población de esta división administrativa es de 731 800 personas (según las cifras del censo realizado en el año 2005). Estos datos arrojan que la densidad poblacional de esta provincia es de 106,32 habitantes por cada kilómetro cuadrado.